# Southend-on-Sea
Southend-on-Sea este o Autoritate Unitară și o stațiune turistică în regiunea East of England.

## Orașe în cadrul districtului
- Eastwood;
- Leigh-on-Sea;
- Southend-on-Sea;

1. ↑  Southend: Prince Charles presents city status document (în engleză), BBC News Online, 1 martie 2022